# Álvaro de Castro

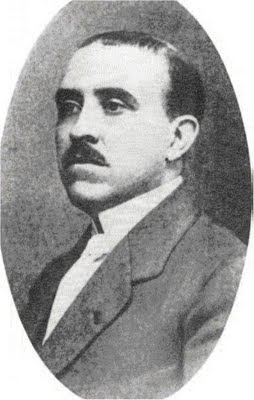
Álvaro de Castro

Álvaro Xavier de Castro (* 9. November 1878 in Guarda; † 29. Juni 1928 in Coimbra) war ein portugiesischer Militär und Politiker aus der Zeit der ersten Republik. Er war zweimal Regierungschef seines Landes.

## Leben
Am 25. Januar 1915 putschte General Joaquim Pimenta de Castro gegen die Republik, löste das Parlament auf und errichtete die „Diktatur der Schwerter“ (ditatura das espadas), die jedoch durch einen weiteren Putsch bereits am 14. Mai 1915 wieder beendet wurde. Álvaro de Castro gehörte zu den Putschisten, einer Gruppe junger, radikal-demokratischer Offiziere, die die Republik wiederherstellen wollten. Eine „Verfassungsjunta“ (Junta Constitucional), der auch Álvaro de Castro angehörte, übernahm zunächst die Macht, gab diese aber nach drei Tagen an José de Castro als neuen Ministerpräsidenten ab.
In den Jahren 1915 bis 1918 amtierte Álvaro de Castro als Generalgouverneur von Mosambik.
Später beteiligte er sich am Putsch in Santarém vom 11. Januar 1919. In Portugal hatte am 5. Dezember 1917 ein weiterer Militär, Sidónio Pais, durch einen Putsch die Macht übernommen und in der Folge einen autoritären Staat, die sogenannte „Neue Republik“ (República Nova) aufzubauen versucht. Pais kam am 14. Dezember 1918 bei einem Attentat ums Leben. Gegen seine Nachfolger, Staatspräsident João do Canto e Castro und Ministerpräsident João Tamagnini de Sousa Barbosa, wandten sich Álvaro de Castro und seine Mitverschwörer von Santarém, da sie den beiden vorwarfen, das Regierungssystem des Sidónio Pais fortsetzen zu wollen. Der Putsch scheiterte, trug aber doch dazu bei, dass am 27. Januar 1919 José Carlos de Mascarenhas Relvas von der Demokratischen Partei die Regierung übernehmen konnte, und damit in Portugal wieder verfassungsmäßige Zustände einkehrten.
Später gründete Álvaro de Castro die Republikanische Partei des Nationalen Wiederaufbaus (PRRN), eine Abspaltung von der Liberal-Republikanischen Partei (PLR), die sich selbst erst kurz vorher aus der Fusion der Evolutionisten und Unionisten gebildet hatte. Álvaro de Castro wurde Führer der PRRN und unterstützte zunächst die erste Regierung des PLR-Politikers António Joaquim Granjo, zog diese Unterstützung dann jedoch zurück, was den Sturz der Regierung Granjo nach sich zog. Álvaro de Castro wurde so zum ersten Mal Regierungschef und regierte zehn Tage, vom 20. bis zum 30. November 1920, als er die Regierung an Liberato Ribeiro Pinto von den Demokraten, also seinen politischen Gegnern übergeben musste.
Später vereinigte Álvaro de Castro seine PRRN mit der Liberal-Republikanischen Union, einer weiteren aus der PLR hervorgegangenen Partei und den Resten der alten Partei des Sidónio Pais (den Nationalrepublikanern) zur Republikanisch-Nationalistischen Partei (PRN), deren Führer er wurde. Mit der PRN gelang es ihm noch einmal, vom 18. Dezember 1923 bis zum 7. Juli 1924 portugiesischer Ministerpräsident zu werden.
| Vorgänger                 | Amt | Nachfolger               |
| ------------------------- | --- | ------------------------ |
| Joaquim Pimenta de Castro | Premierminister von Portugal (Verfassungsjunta: zusammen mit: José Norton de Matos António Maria da Silva José de Freitas Ribeiro Alfredo de Sá Cardoso) 1915 | José de Castro           |
| António Joaquim Granjo    | Premierminister von Portugal 1920 | Liberato Ribeiro Pinto   |
| António Ginestal Machado  | Premierminister von Portugal 1923–1924 | Alfredo Rodrigues Gaspar |

| Personendaten    | Personendaten                                                          |
| ---------------- | ---------------------------------------------------------------------- |
| NAME             | Castro, Álvaro de                                                      |
| ALTERNATIVNAMEN  | Castro, Álvaro Xavier de (vollständiger Name)                          |
| KURZBESCHREIBUNG | portugiesischer Militär und Politiker aus der Zeit der ersten Republik |
| GEBURTSDATUM     | 9. November 1878                                                       |
| GEBURTSORT       | Guarda, Portugal                                                       |
| STERBEDATUM      | 29. Juni 1928                                                          |
| STERBEORT        | Coimbra, Portugal                                                      |